# Marcos Gomes de Araujo
Marcos Gomes de Araujo (Rio Brilhante, Mato Grosso del Sur; 23 de marzo de 1976) es un futbolista brasileño que se desempeña como delantero en el Vissel Kobe de la J. League Division 1.

## Trayectoria
Marquinhos comenzó su carrera profesional en 1996 con el CD Ourense, que disputaba por entonces la Segunda División de España. Los siguientes años jugaría en varios equipos brasileños y japoneses. En 2008 fue el máximo goleador de la temporada de la J. League Division 1 con el Kashima Antlers, marcando 21 goles. En ese mismo año fue galardonado como el jugador más valioso de la temporada.
En 2011 dejó el Kashima Antlers para jugar en el Vegalta Sendai, donde disputó tan solo un partido, a causa del terremoto y el tsunami producido en el país asiático, por lo cual decidió dejarlo e ir a jugar a Brasil en el Atlético Mineiro.
A principios de 2012, regresó a Japón para jugar en el Yokohama F. Marinos donde ya había jugado anteriormente.

## Clubes
Actualizado al último partido jugado el 15 de marzo de 2014.
| Club                         | País   | Año       | Partidos (Liga) | Goles (Liga) |
| ---------------------------- | ------ | --------- | --------------- | ------------ |
| CD Ourense                   | España | 1996-1997 | 18              | 2            |
| Operário                     | Brasil | 1997-1999 | 12              | 10           |
| Coritiba                     | Brasil | 1999-2001 | 62              | 27           |
| Tokyo Verdy                  | Japón  | 2001-2004 | 29              | 10           |
| Yokohama F. Marinos (cedido) | Japón  | 2003      | 24              | 8            |
| JEF United Chiba (cedido)    | Japón  | 2004      | 14              | 12           |
| Shimizu S-Pulse              | Japón  | 2005-2006 | 43              | 20           |
| Kashima Antlers              | Japón  | 2007-2010 | 119             | 59           |
| Vegalta Sendai               | Japón  | 2011      | 1               | 0            |
| Atlético Mineiro             | Brasil | 2011      | 5               | 1            |
| Yokohama F. Marinos          | Japón  | 2012-2013 | 54              | 26           |
| Vissel Kobe                  | Japón  | 2014-     | 3               | 1            |

## Palmarés

### Campeonatos nacionales
| Título               | Club                | País  | Año  |
| -------------------- | ------------------- | ----- | ---- |
| J. League Division 1 | Yokohama F. Marinos | Japón | 2003 |
| J. League Division 1 | Kashima Antlers     | Japón | 2007 |
| Copa del Emperador   | Kashima Antlers     | Japón | 2007 |
| J. League Division 1 | Kashima Antlers     | Japón | 2008 |
| Supercopa de Japón   | Kashima Antlers     | Japón | 2009 |
| J. League Division 1 | Kashima Antlers     | Japón | 2009 |
| Supercopa de Japón   | Kashima Antlers     | Japón | 2010 |

### Distinciones individuales
| Distinción                                 | Año  |
| ------------------------------------------ | ---- |
| Futbolista del año en Japón                | 2008 |
| Máximo goleador de la J. League Division 1 | 2008 |
| XI de la J. League                         | 2008 |